# 包明凯
包明凯，中华人民共和国政治人物、全国脱贫攻坚先进个人。

## 生平
包明凯任国务院国资委机关服务管理局改革指导处处长。因在脱贫攻坚战中作出突出贡献，2021年2月25日全国脱贫攻坚总结表彰大会上，包明凯被授予“全国脱贫攻坚先进个人”。